# Orczy-Haus (Budapest)

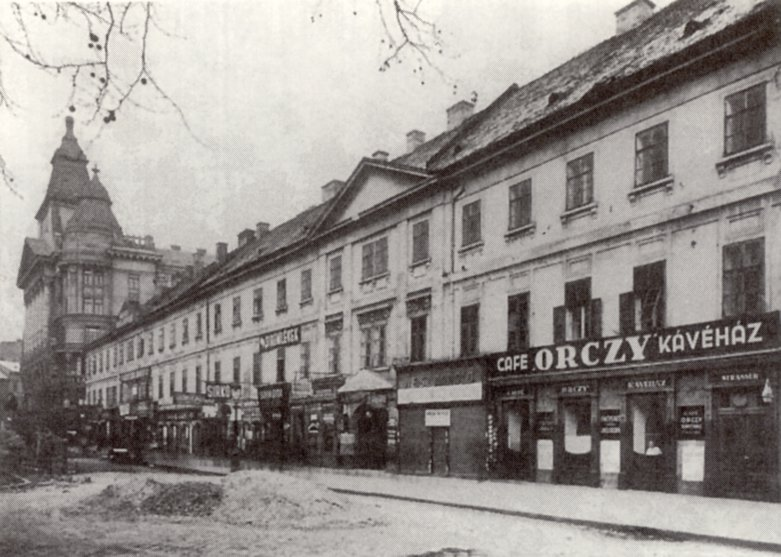
Orczy-Haus um 1910

Das Orczy-Haus (ungarisch Orczy-ház, auch Judenhof genannt) war ein ehemaliges Gebäude in Budapest, dessen Bedeutung darin liegt, dass sich hier die Wiege der jüdischen Gemeinde in Pest befand. Es lag am heutigen Madách tér im VII. Budapester Bezirk Erzsebetváros.

## Geschichte
Das Gebäude befand sich im Besitz der ungarischen Adelsfamilie Orczy. Es wurde in der ersten Hälfte des 18. Jahrhunderts begonnen und erhielt nach mehreren Umbauten und Erweiterungen seine spätere Gestalt durch János Orczy (1746–1804). Das Haus lag knapp außerhalb der Pester Stadtmauern an der Ecke Landstraße 569 und Königsgasse 570–571 und war zeitweise das größte Gebäude in Pest.
Obwohl 1783 im Rahmen des Toleranzpatents von Kaiser Joseph II. das Niederlassungsverbot für Juden in Ungarn eigentlich gefallen war, verboten Gemeinden wie die Stadt Pest weiterhin den Juden, sich hier anzusiedeln. Nur der Adel durfte autonom darüber entscheiden, wer sich auf seinen Ländereien und Gütern niederließ, sodass die Juden bis 1840 ausschließlich auf adeligem Grundbesitz in Ungarn lebten. Auch die Familie Orczy durfte also in ihrem Haus Juden aufnehmen, und da diese ihrer Geschäfte wegen großes Interesse daran hatten zumindest in der Nähe der Städte zu siedeln, so eröffnete sich mit dem Orczy-Haus eine lukrative Einnahmequelle für die Besitzer. Sie vermietete fast ausschließlich die zahlreichen Wohnungen, Geschäftslokale und Lagerräume an Juden.
Der riesige zweistöckige Gebäudekomplex mit mehreren Höfen entwickelte sich so zur Wiege der jüdischen Gemeinde in Pest. Mit der Zeit gab es hier alle Institutionen, die für ein funktionierendes jüdisches Leben notwendig waren, sodass der Judenhof den Eindruck eines jüdischen Schtetls oder einer orientalischen Karawanserei machte, wie es von zahlreichen zeitgenössischen Chronisten beschrieben wurde. Von besonderer Bedeutung war das Cafe Orczy, das seit 1825 bestand. In dessen Spiegelsaal befand sich die wichtigste Getreidebörse Mitteleuropas. Das Cafe wurde koscher geführt, es wurden verschiedene jiddische Zeitungen angeboten, es gab Spielkarten mit hebräischen Buchstaben, jüdische Hauslehrer suchten hier nach einer Anstellung und Kantoren übten ihren Gesang. Daneben befand sich das Gasthaus König von Engelland, in dem ortsfremde Händler Unterkunft fanden. Möglich wurde dieses rege jüdische Leben vor allem auch dadurch, dass das Haus von Anfang an für Händler und Marktgänger konzipiert war. In den etwa 100 Geschäftslokalen entwickelte sich eine Art Börse für landwirtschaftliche Produkte und Textilien, die dem Hausherrn stündlich einen Dukaten eingetragen haben sollen. Außerdem vermietete er die Wohnungen und Lokale immer nur für drei Jahre, danach mussten die Konditionen wieder neu verhandelt werden.

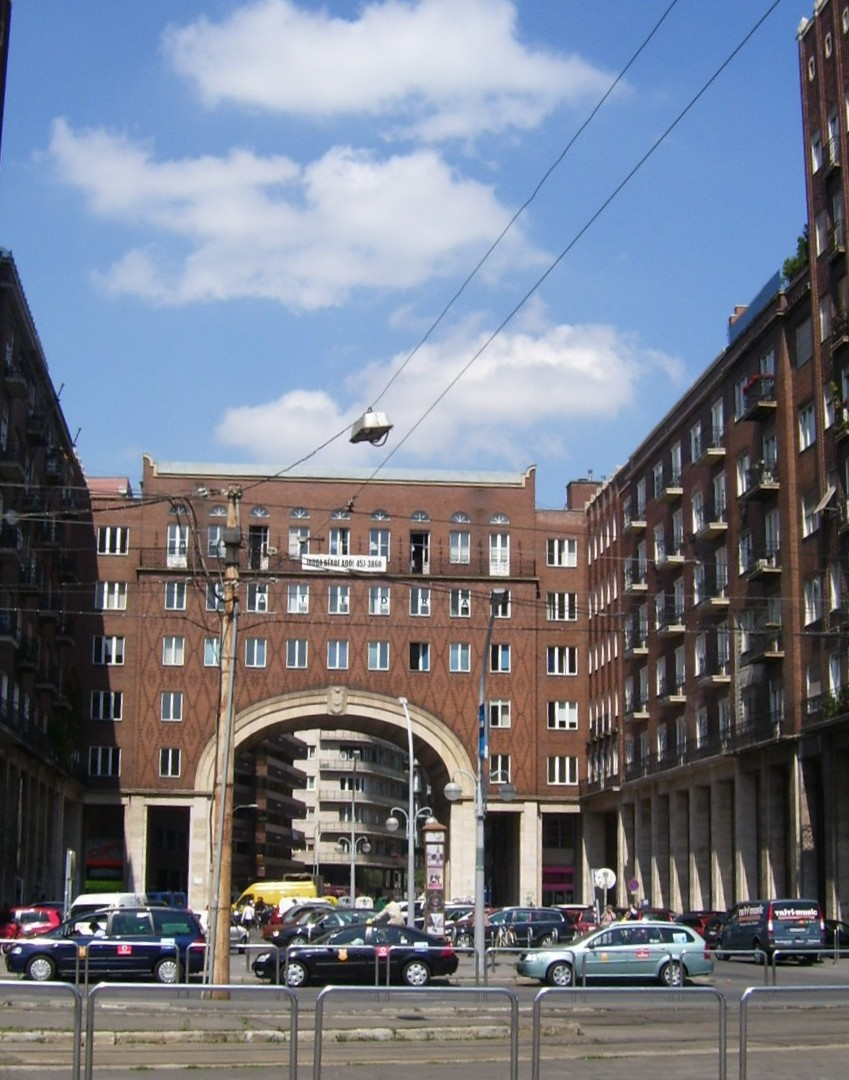
Anstelle des Orczy-Hauses erbautes Gebäude von 1938

1796 entstand die erste Synagoge, um 1800 ein "polnischer Tempel" und ein Bethaus für die Sephardim im Haus. 1814 wurde eine erste öffentliche jüdische Schule im Haus eröffnet, in den Jahren darauf entstand auch ein rituelles Bad (Mikwe). Nach einer Erweiterung 1829 bot die Synagoge Platz für 585 Sitzplätze. Hier wirkte auch Israel ben Salomon Wahrmann (1755–1826), der zwar Bürger von Altofen (Óbuda) blieb, dennoch aber als erster Rabbiner von Pest gilt. Anerkannt wurde diese erste konservative jüdische Gemeinde behördlich aber erst 1833. Schon 1828 entstand eine weitere, reformorientierte Gemeinde Chessed ne'urim, die ihren Versammlungsraum nicht Synagoge, sondern Kultustempel nannte. Sie wurde von dem ebenfalls aus Óbuda stammenden Joseph Bach geleitet, der nicht mehr jiddisch, sondern deutsch predigte. Lange Jahre blieb das Orczy-Haus weiterhin das religiöse Zentrum der Stadt. Da die Bevölkerung aber stark zunahm verließen die verschiedenen jüdischen Gruppierungen und Glaubensrichtungen in der zweiten Hälfte des 19. Jahrhunderts nach und nach das Gebäude, um sich neue, große und repräsentative Synagogen zu erbauen. Während 1833 noch 1400 Juden in Pest lebten, waren es 1848 19.000 und 1869 bereits 45.000. 1859 eröffnete die liberale Gemeinde die Große Synagoge, 1872 die Status-quo-ante-Gemeinde die Synagoge in der Rumbach utca und zuletzt 1913 die kleine orthodoxe Gemeinde die Orthodoxe Synagoge in der Kazinczy utca. Bis zu diesem Zeitpunkt waren die Orthodoxen im Orczy-Haus geblieben. Alle neu errichteten Synagogen wurden in der Nähe des Orczy-Hauses errichtet.
Im 20. Jahrhundert verlor das Orczy-Haus seine Bedeutung für die Juden Budapests. 1936 wurde das Gebäude aus bautechnischen und ästhetischen Gründen abgerissen und die modernen Mádach-Häuser errichtet.

## Rezeption
Das auffällige Orczy-Haus und das Leben darin wurde immer wieder von jüdisch-ungarischen Schriftstellern beschrieben. So schrieb József Kiss 1874 in seinem Roman Die Geheimnisse von Budapest:

„Wir befinden uns in dem belebtesten Stadtteil Budapests und innerhalb dieses Stadtteils in der lebhaftesten und bevölkerungsreichsten Gasse, in der Király utca, der Königsgasse [...]. Dies ist die Pulsader der Hauptstadt, die niemals ruht, wo man das lärmende Getöse noch hört, wenn in den übrigen Stadtteilen schon längst tiefe Stille eingekehrt ist. [...] Nicht so in der Király utca. Hier beginnt der Verkehr zu brausen, ertönt der Lärm aus vollen Kehlen, wenn die ganze Stadt sich schon längst zur Ruhe gelegt hat. Dies hier ist das Nest des Proletariates und des Judentums. Hier verschmelzen orientalischer Schmutz, Konstantinopler Getöse, jüdische Lebhaftigkeit und ungarische Faulheit zu einem derart wunderbaren Gemisch, dass der Tourist aus dem Westen, der das erste Mal hierherkommt, sich nicht satt sehen kann. (Rudolf Szentesi [József Kiss]: Budapesti rejtelmek. In: Jüdisches Städtebild Budapest. Frankfurt am Main 1999, S. 61)“

Hermann Vámbéry schrieb 1884 in seinen englisch verfassten Memoiren:

„As educational exchange, the Cafe Orczy [...] enjoyed in those days a special popularity. [It] was crowed then with town and Country Jews of all sorts and discriptions [...].  In the afternoon, between two and four, [...] everybody of any importance was there, and on a bench at the side the eligible teachers were seated, anxiously watching the Agent [...]. It was always a most painful scene, of which I have since often been reminded when visiting the slave markets in the bazaars of Central Asia [...]. With a heavy heart and deeply ashamed I used to sit there for hours many afternoons together [...]. (Arminius Vámbéry: The Story of my Struggles. The Memoirs of Arminius Vámbéry. 3. Auflage. London 1905, S. 77–78)“

Ludwig Hevesi widmete dem merkwürdigen Haus, wie er es nannte, einen längeren Beitrag im Pester Lloyd und ein eigenes Kapitel in einer seiner Stadtbeschreibungen. Über die hier angebotenen Produkte schrieb er:

„Die Hökerinnen verkaufen nicht nur "koschere" Äpfel und Birnen, sondern auch Holzschnittporträts beliebter jüdischer Prediger, Broschüren religiösen Inhalts, Separatabdrücke gewisser Kanzelreden und dgl.“

Über die religiöse Infrastruktur des Hauses:

„Im Orczy'schen Hause findest du alles, was ein rechtgläubiger Jude in allen beliebigen Lebenslagen irgendwie brauchen kann, vom Ostermehl und einer Sparkasse angefangen bis zur jüdisch zubereiteten Taschenuhr, von der jüdischen Buchhandlung bis zum rituellen Schächter. Nicht einmal ein orthodoxes Gotteshaus fehlt, ja früher wohnte selbst der Rabbiner im Hause. (Pester Lloyd Nr. 204, 2. September 1871)“